# ردلند (اورگن)
ردلند (به انگلیسی: Redland) یک منطقهٔ مسکونی در ایالات متحده آمریکا است که در شهرستان کلاکاماس، اورگن واقع شده‌است.